# Torregrotta
Torregrotta é uma comuna italiana da região da Sicília, província de Messina, com cerca de 7.202 habitantes. Estende-se por uma área de 4,22 km², tendo uma densidade populacional de 1707 hab/km². Faz fronteira com Monforte San Giorgio, Roccavaldina, Valdina.

## Demografia
| Variação demográfica do município entre 1861 e 2011                               |
|                                                                                   |
| Fonte: Istituto Nazionale di Statistica (ISTAT) - Elaboração gráfica da Wikipedia |